# فيليب نيل
فيليب نيل (بالإنجليزية: Philip Neal)‏ هو راقص باليه أمريكي، ولد في 1923 في ريتشموند في الولايات المتحدة.